# Belleville-sur-Meuse
Belleville-sur-Meuse je francouzská obec v departementu Meuse v regionu Grand Est. Žije zde přibližně 3 000 obyvatel. Je centrem kantonu Belleville-sur-Meuse.

## Poloha obce
Obec leží severně od města Verdun, v jeho těsném sousedství. Je tak součástí aglomerace Verdunu.

### Sousední obce
| Růžice kompasu |                      | Bras-sur-Meuse       | Fleury-devant-Douaumont | Růžice kompasu |
| Růžice kompasu | Charny-sur-Meuse     | Sever                |                         | Růžice kompasu |
| Růžice kompasu | Charny-sur-Meuse     | Belleville-sur-Meuse |                         | Růžice kompasu |
| Růžice kompasu | Charny-sur-Meuse     | Jih                  |                         | Růžice kompasu |
| Růžice kompasu | Thierville-sur-Meuse | Verdun               |                         | Růžice kompasu |